# 哈沙蛛属
哈沙蛛属（學名：Hasarius）是蠅虎科之下一個蜘蛛的属。

## 物種
根據Catalogue of Life及Dyntaxa，本屬包括下列各物種：
- 花哈沙蛛 Hasarius adansoni
- 多色双管跳蛛 Hasarius albocircumdatus
- Hasarius arcigerus
- Hasarius bellicosus
- Hasarius berlandi
- Hasarius biprocessiger
- Hasarius bisetatus
- Hasarius cheliceroides
- Hasarius egaenus
- Hasarius elisabethae
- Hasarius glaucus
- Hasarius inhebes
- Hasarius inhonestus
- Hasarius insignis
- Hasarius insularis
- Hasarius kjellerupi
- Hasarius kulczynskii
- Hasarius mahensis
- Hasarius mulciber
- Hasarius obscurus
- Hasarius pauciaculeis
- Hasarius peckhami
- Hasarius roeweri
- Hasarius rufociliatus
- Hasarius rusticus
- Hasarius scylax
- Hasarius sobarus
- Hasarius sulfuratus
- Hasarius testaceus
- Hasarius trivialis
- Hasarius validus
- Hasarius workmani

## 外部連結
- 維基物種上的相關：哈沙蛛属